# Лойл
Лойл (нід. Loil, нід. вимова: [loːl]) — село в нідерландській провінції Гелдерланд. Входить до муніципалітету Монтферланд. Фактично є північною околицею Дідама.
Його площа становить 8,19км², а населення станом на 2021 рік складало 1 560 осіб.

## Галерея

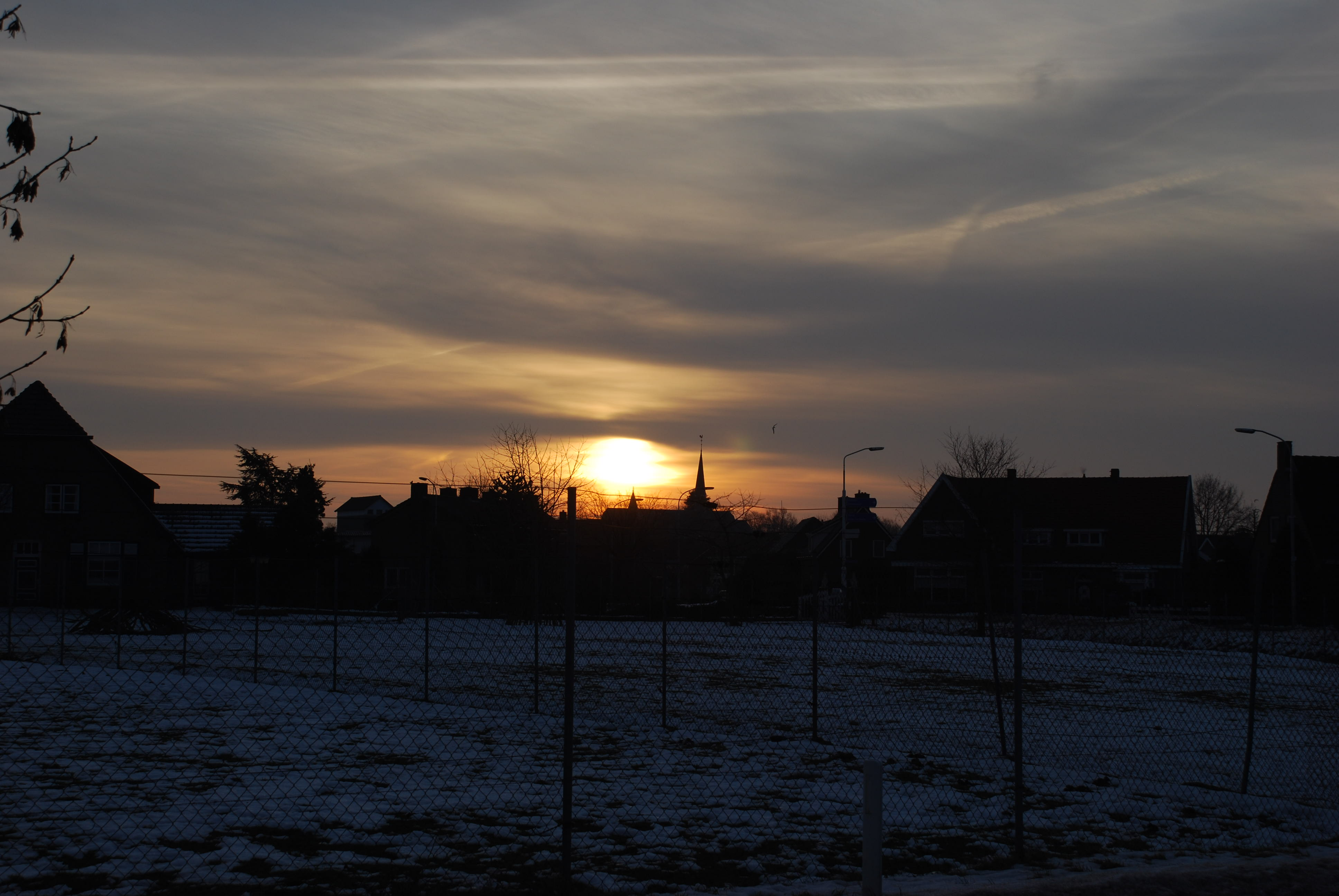
Світанок у Лойлі
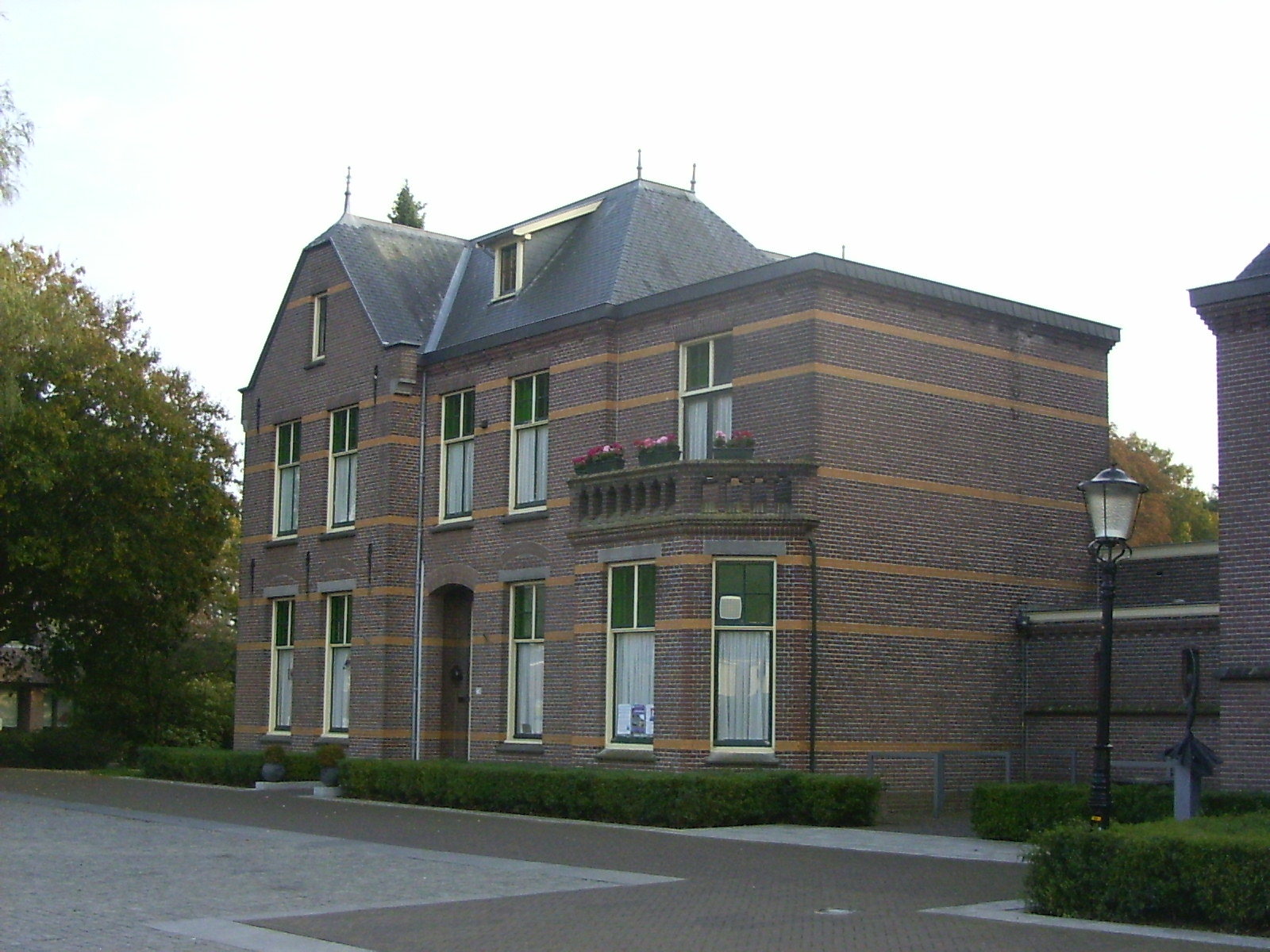
Будинок у Лойлі
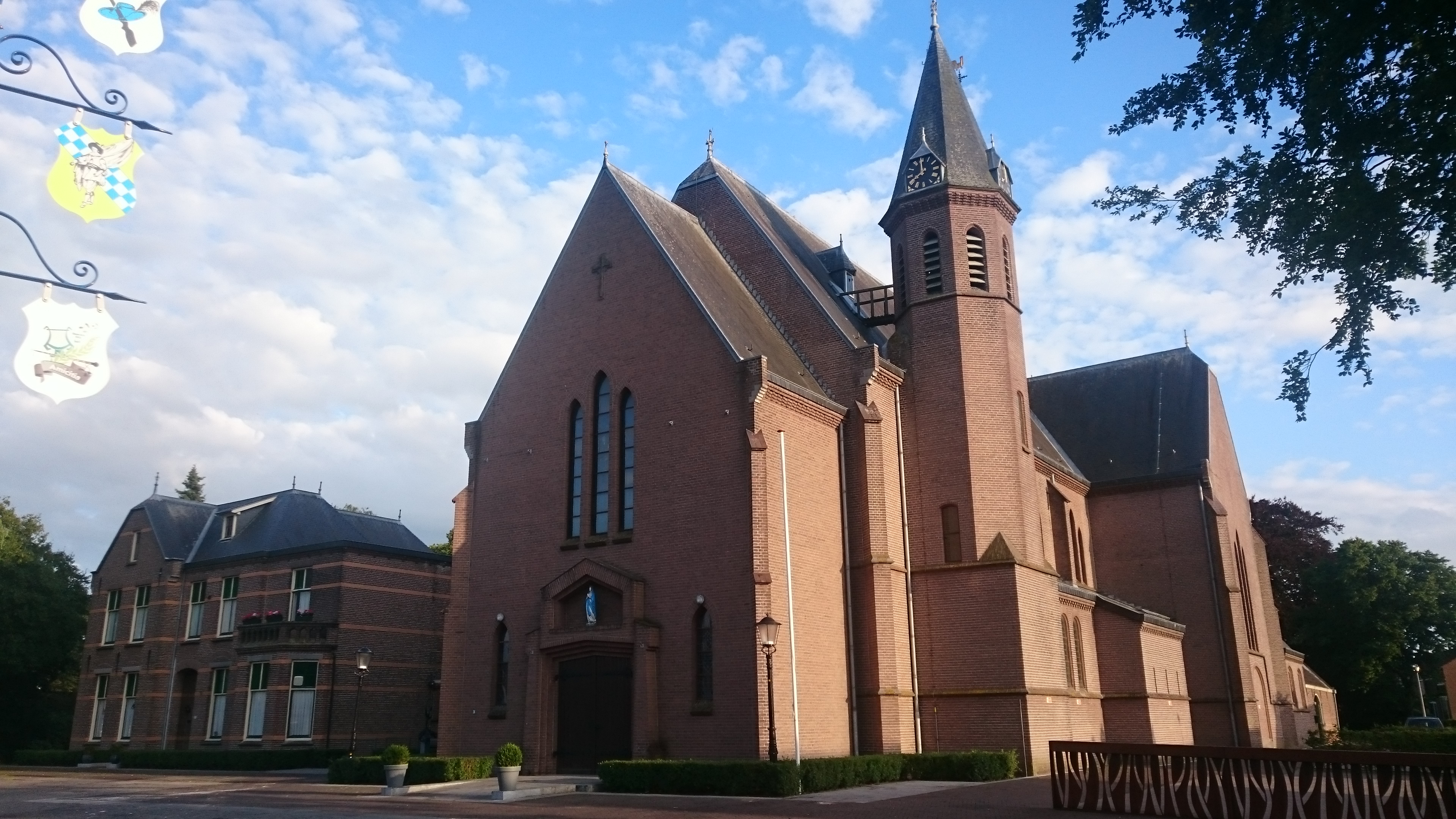
Церква